# Hettingen
Hettingen – miasto w Niemczech, w kraju związkowym Badenia-Wirtembergia, w rejencji Tybinga, w regionie Bodensee-Oberschwaben, w powiecie Sigmaringen, wchodzi w skład związku gmin Gammertingen. Leży w Jurze Szwabskiej, nad rzeką Lauchert, pomiędzy Gammertingen a Veringenstadt, ok. 15 km na północ od Sigmaringen, przy drodze krajowej B32.